# Selma M'Nasria
Selma M'Nasria (Sfax, 11 ottobre 1986) è un'ex cestista tunisina.

## Carriera
Con la Tunisia ha disputato tre edizioni dei Campionati africani (2009, 2011, 2017).